# Рат Црног Јастреба
Рат Црног Јастреба је био кратак рат из 1832. између САД и америчких староседелаца, које је предводио Црни Јастреб, вођа Саука. Америчка војска угушила је побуну Индијанаца у долини реке Мисисипи суровим мерама.

## Позадина
Рат је избио пошто су Црни Јастреб и група Саука, Месквока и Кикапуа, позната као Британска дружина, прешли реку Мисисипи са индијанске територије у Ајови у америчку државу Илиноис априла 1832. Мотиви Црног Јастреба су били нејасни, али се наводно надао да ће избећи крвопролиће пресељењем са племенске територије које је уступљена САД оспореним Споразумом из Сент Луиса из 1804.

## Рат
Убеђени да су намере Британске дружине непријатељске, амерички званичници су мобилисали пограничне милиције и отвориле ватру на индијанску делегацију 14. маја 1832. Црни Јастреб је одговорио успешни нападом на милицију у бици познатој под именом Стилманово бекство. Одвео је своју дружину на безбедно место у данашњем јужном Висконсину док су га прогониле америчке снаге. У међувремену су други Индијанци нападали тврђаве и насеља која су остала у великој мери незаштићена одсуством америчке војске. Неки Винебаго и Потаватоми ратници огорчени на европске досељенике су учествовали у овим нападима, мада је већина припадника племена покушала да избегне сукоб. Племена Меномини и Дакота, који су биле у сукобу са Сауцима и Мексвокијима, су била на страни САД.
Под командом генерала Хенрија Атконсона, америчка војска је пратила Британску дружину. Милиција по командом пуковнима Хенрија Доџа је сустигла Британску дружину 21. јула и поразила их у бици на Висконсинским висовима. Група Црног Јастреба је била ослабљена услед глади, смрти и дезертерства и многи преживели су се вратили према Мисисипију. Амерички војници су 2. августа напали остатке Британске дружине у бици код Бед Екса, убивши многе и заробивши преживеле. Црни Јастреб и друге вође су побегле, али су се касније предали и били затвору годину дана.

## Последице
Рат Црног Јастреба пружио је младом капетану Абрахаму Линколну прилику за његово краткотрајну војничку каријеру. Други учесници рата који ће касније постати познати били су Винфилд Скот, Захари Тејлор и Џеферсон Дејвис. Рат је дао подстицај америчкој политици пресељења Индијанаца, по којој су Индијанци били приморавани да продају своју земљу и преселе се у резервате западно од реке Мисисипи и тамо остану.